# Sauce au vin muscat

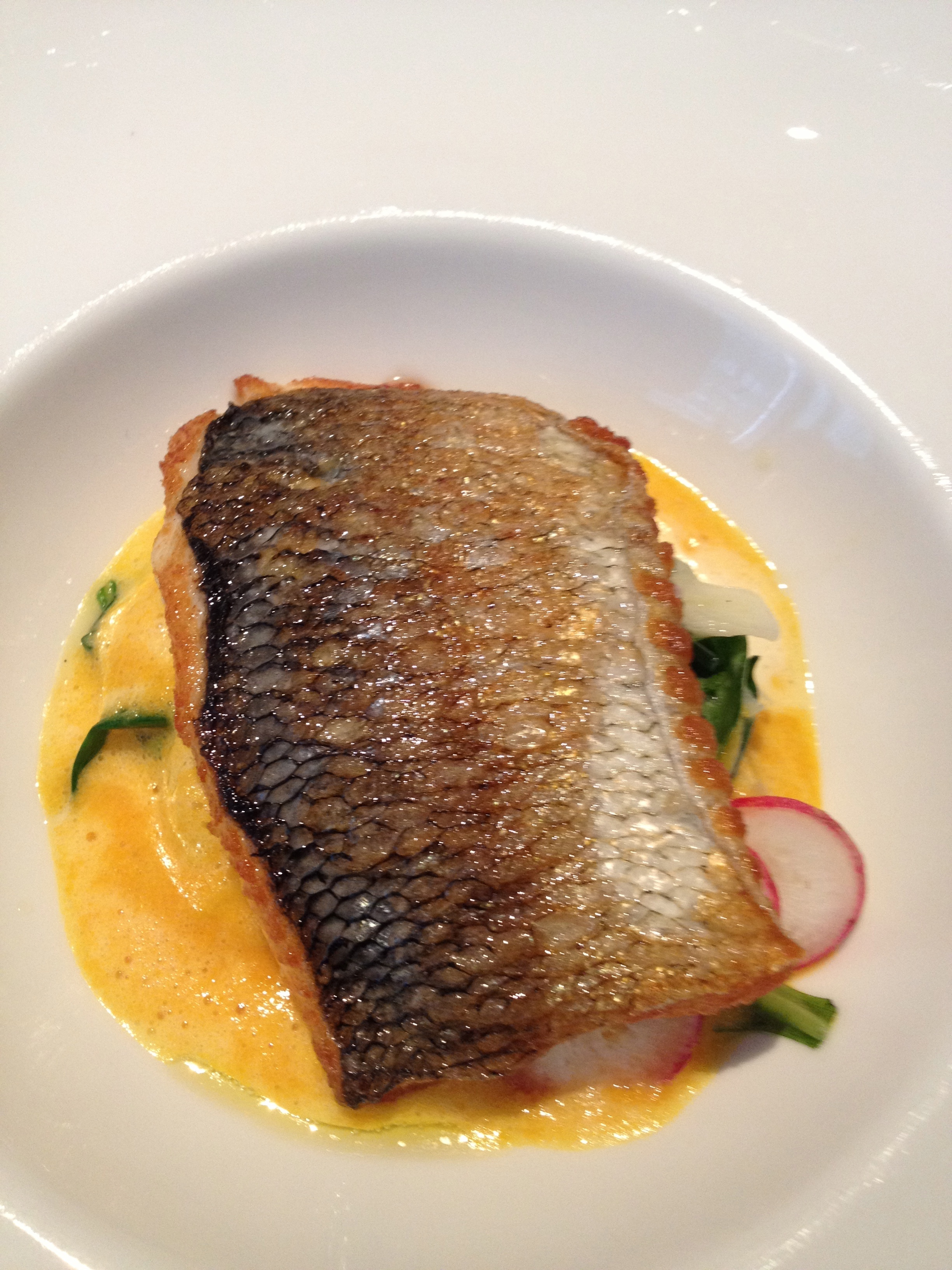
Poisson à la sauce au vin muscat.

La sauce au vin muscat est l'une des nombreuses déclinaisons culinaires de ce type de vin doux naturel. Pour cette sauce peuvent être utilisés les muscats de Beaumes-de-Venise, Cap-Corse, Frontignan, Lunel, Mireval, Rivesaltes et Saint-Jean-de-Minervois ainsi que d'autres vins muscats produits à travers le monde, tel le muscat de Samos.                     

## Arôme muscaté

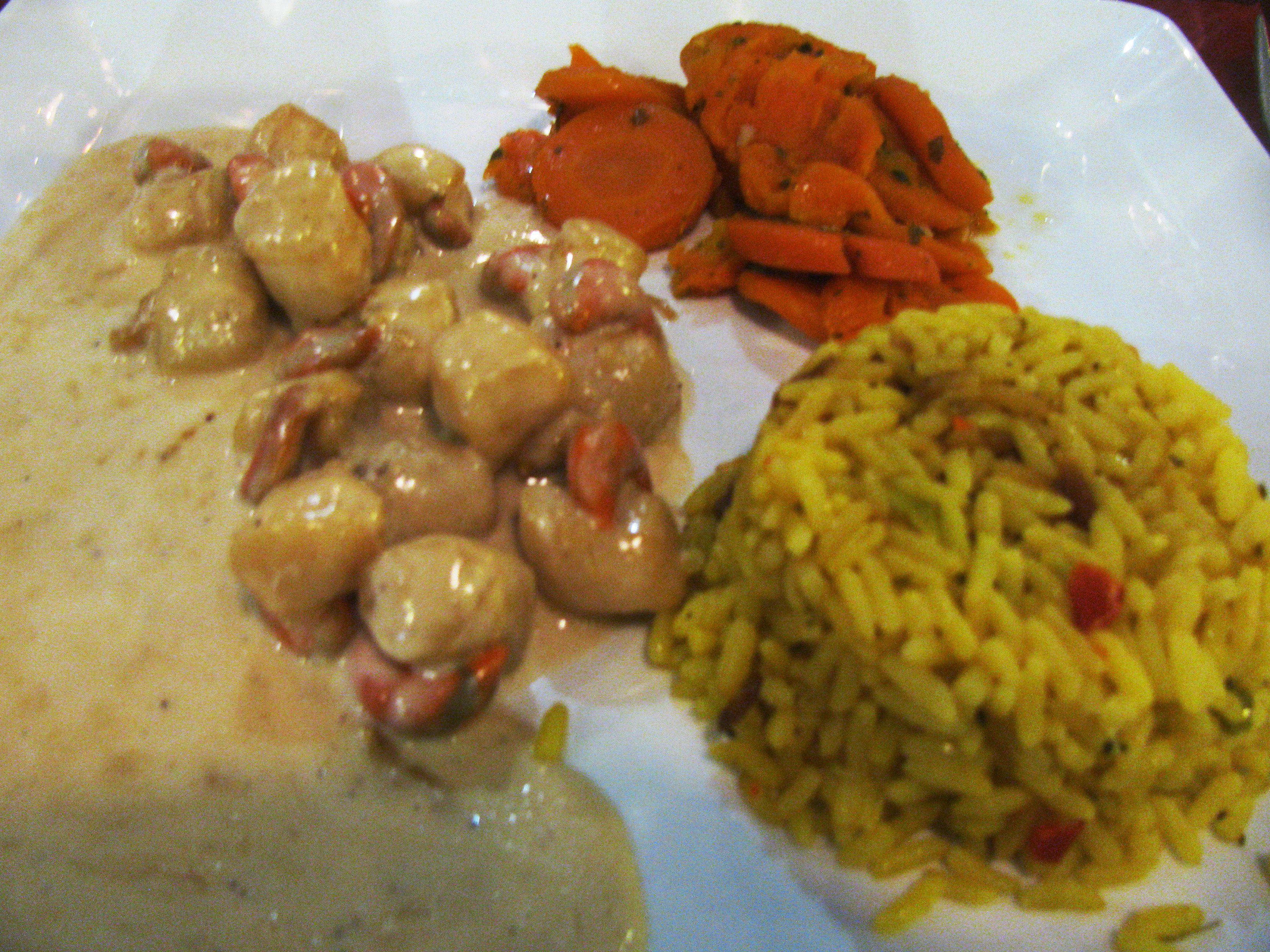
Noix de pétoncle et sauce au muscat de Beaumes-de-Venise.

L'arôme caractéristique dit « muscaté » provient de substances naturelles nommées terpènes, que l’on retrouve dans les raisins de type muscat. Le linalol, l’oxyde de linalol, le géraniol, le nérol et le terpinéol en sont les principaux composants. Ces arômes de muscaté et de raisin frais font intervenir le vin muscat dans la préparation de cocktails, amuse-gueules, potages, entrées, poissons et crustacés, volailles et viandes, légumes, sauces et desserts.

## Ingrédients
Les façons de réaliser cette sauce peuvent être multiples. La base en sont les échalotes, un fond de veau et le vin muscat,. Peuvent entrer dans la composition : champignons de Paris et quelques raisins secs ou, pour une recette plus régionale, de la ventrèche et des herbes de Provence (thym, origan) ainsi que du vin blanc.

## Préparation

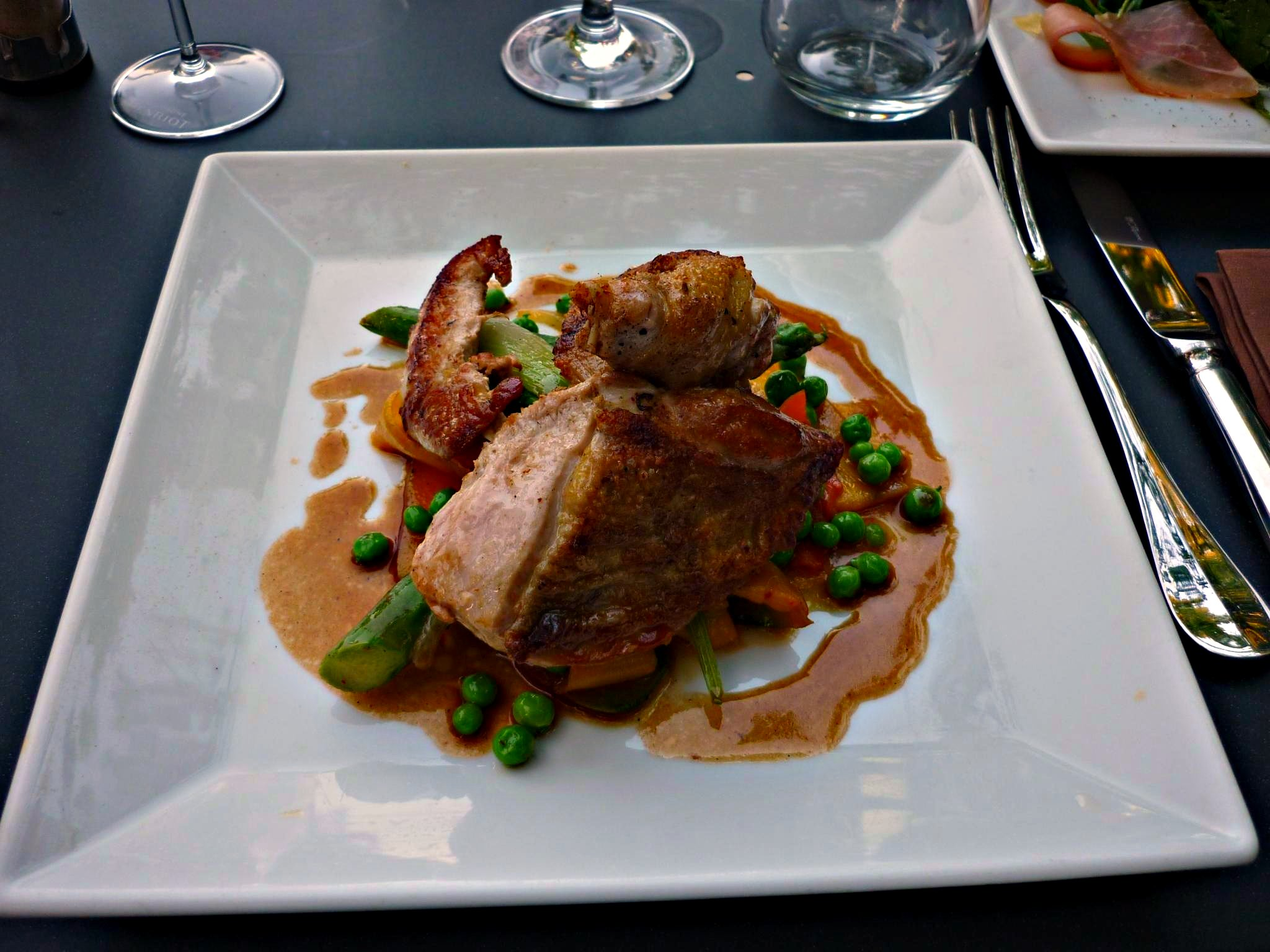
Pintade à la sauce au vin muscat.

Dans la première façon, il suffit de faire revenir l'échalote puis d'y rajouter les champignons émincés. C'est seulement quand ils sont cuits que sont ajoutés fond de veau et vin muscat. Dans la seconde, échalotes et ventrèche sont mises à dorer puis farinées et mouillées avec le vin blanc. Après réduction de ce roux sont ajoutés le fond de veau, les herbes de Provence et le muscat.

## Mets
Cette sauce peut accompagner de nombreux mets comme le foie gras frais ou en mousse, les fruits de mer, dont les Saint-Jacques et les crevettes, les volailles, dont la pintade, le canard et la dinde, le chevreuil, les desserts, dont les tartes ou les fruits pochés.